# アストゥリアス人
アストゥリアス人 (Asturian people) はイベリア半島北西部に居住するエスニック集団で、以下の定義を持つ。
- アストゥリアス民族に帰属すると考えている人。
- アストゥリアス語を母語とする人。

## 概要

### 歴史
アストゥリアス文化はアストゥリアスの古代部族アストゥールが、外来の王ペラーヨによって率いられ打ち立てたアストゥリアス王国によって育まれた。この国家は現在のカンタブリア州やカスティーリャ・イ・レオン州を支配下に置いたが、同時に隣接するガリシア人の影響でケルト色を深めた。文化の象徴であるアストゥリアス語はフランコ政権下で苦しめられたが、スペイン民主化憲法制定後に地方公用語として保護されたことで復興の兆しを見せつつある。